# Mikael Löfgren
Mikael Löfgren   (Municipi de Sunne, 2 de setembre de 1969) és un biatleta suec, ja retirat, que va competir durant les dècades 1980 i 1990.
Durant la seva carrera esportiva va prendre part en quatre edicions dels Jocs Olímpics d'Hivern, el 1988, 1992, 1994 i 1998. Els millors resultats els va obtenir als Jocs d'Albertville, on va guanyar dues medalles de bronze del programa de biatló, en els 20 quilòmetres i, formant equip amb Ulf Johansson, Leif Andersson i Tord Wiksten, en la cursa de relleus.
No va guanyar cap medalla en els set Campionats del món de biatló que disputà durant la seva carrera, però sí que va guanyar la Copa del món de biatló de la temporada 1992-1993, tot i no guanyar cap de les curses disputades. A més a més, va guanyar 21 campionats nacionals suecs, cinc en els 20 quilòmetres individuals i l'esprint i onze en el relleu.